# Albert Grévy
Pour les articles homonymes, voir Grévy.
Albert Grévy, né le 23 août 1823 à Mont-sous-Vaudrey (Jura) et mort le 10 juillet 1899, est un homme politique français.

## Biographie
Après des études de droit à Paris, il devient avocat et s'inscrit au barreau de Paris, puis au barreau de Besançon, dont il devient le bâtonnier.
Alors que la Commune de Besançon est engagée de mars à mai 1871, les républicains modérés parmi lesquels le maire Louis-Joseph Fernier, le préfet François Regnault, et le député Albert Grévy, pesèrent de tout leur poids afin de contrôler la situation puis de se distancer des Communards.
Il est le frère de Jules Grevy et de Paul Grévy. Il est l'un des 363 députés à s'opposer au ministère de Broglie le 18 mai 1877.
Il est nommé le 15 mars 1879 par décret comme gouverneur provisoire de l'Algérie, pour une mission de 6 mois renouvelables. Premier gouverneur civil, il est alors confronté à l'insurrection de Cheikh Bouamama. Il est alors fortement critiqué à la Chambre pour sa mauvaise gestion de la crise, doublé d'un conflit avec les militaires et le secrétaire général de l'Algérie, Louis Tirman, qui démissionne. Les décrets de rattachement du 6 septembre 1881 lui enlèvent la plupart de ses attributions en rattachant chacun de ses services aux ministères attenants. Il finit par démissionner en novembre 1881.
Entre-temps, il a été élu sénateur inamovible en 1880 et reste membre de la Gauche républicaine. Il s'abstient cependant de voter sur la procédure à suivre contre Georges Boulanger et se retrouve éclaboussé du Scandale de Panama, poursuivit, il obtient un non-lieu mais il se retire alors des affaires du Sénat.

## Mandats
- Député de 1871 à 1880
- Sénateur inamovible de 1880 à 1899
- Gouverneur de l'Algérie de 1879 à 1881